# Тотонаки

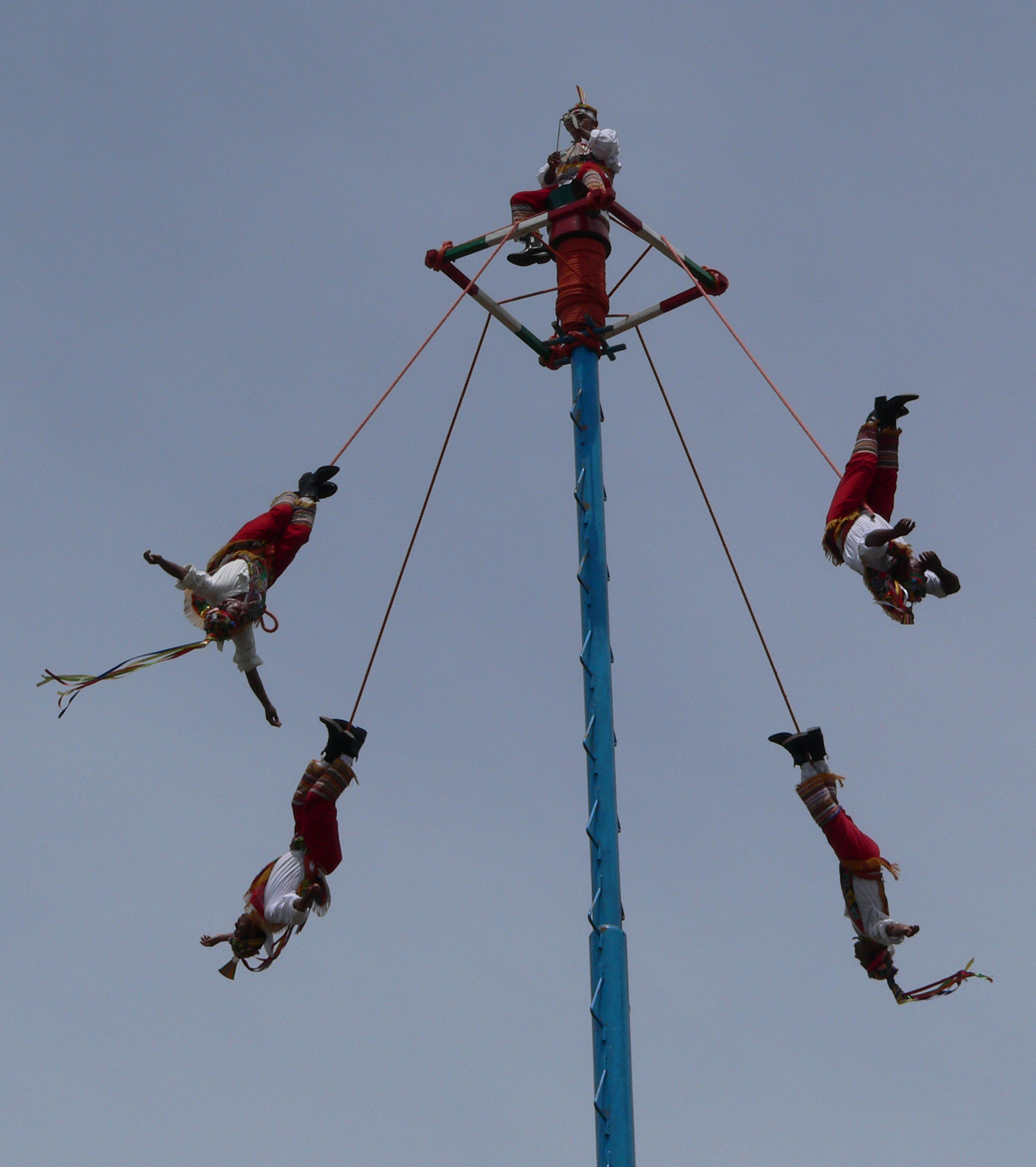
Тотонаки из штата Веракрус выполняют традиционный ритуал «летунов»

Тотонаки — индейский народ в Мексике общей численностью более 250 тысяч человек.
С VIII—IX века живут на севере штата Пуэбла и в прилегающих районах штата Веракрус.
В старых изданиях можно встретить ошибочный термин «тотонакская культура». Он относится к классической культуре Веракрус, которая существовала в 2-8 вв. в тех местах, где сейчас проживают тотонаки, и потому была ошибочно ассоциирована с ними.
Первые европейцы, посетившие тотонакские владения, характеризовали их обитателей как трудолюбивых земледельцев, возделывающих тропические культурные растения (бататы и маниок). Тотонаки жили в деревнях и в нескольких городах (Семпоала, Эль-Тахин и Халап), но не были объединены в союз. Каждой деревней управлял родовой вождь.
В 1519 году город Семпоала посетили первые европейцы и оставили его описание.

## История
Регион Тотонакапан подвергался военным вторжениям ацтеков с середины XV века до прибытия испанцев. Несмотря на создание ацтеками укреплений по всему региону, восстания тотонаков против них были повсеместными. Основными центрами тотонаков были Папантла с населением около 60 000 человек в 1519 году, Халапа (около 120 000) и Семпоала (около 80 000). Семпоала был первым коренным городом-государством, которое Эрнан Кортес посетил во время своего похода к столице ацтеков Теночтитлану. Тотонаки вместе с тлашканцами оказали значительную помощь испанцам во время завоевания Мексики. Тотонакапан был присоединен к испанскому режиму со сравнительно небольшим насилием, но в XVI веке регион был опустошен эпидемиями. Сегодня в регионе проживает около 90 000 человек, говорящих на тотонакских языках.

## Язык
Говорят на языках тотонакской семьи: чакауахтль, прибрежный тотонак, ипапана, папанатла, сьерра, татимоло, татикильяти.

## Быт
Традиционные занятия — ручное земледелие (кукуруза, фасоль, тыква, перец, бананы, сахарный тростник, ваниль, ананасы), пчеловодство, птицеводство, свиноводство. Женщины собирали лекарственные травы. Мужчины плели корзины и рыболовные сети.
Жилище — однокамерное, прямоугольное в плане, строилось из тростниковых жердей, скреплённых лианами, с каркасом. Крыша — двускатная. В горах дома строили из кирпича, обмазанного глиной или белёного. Крыша — черепичная. Кухня и загоны для скота — отдельно.
Одежда — у женщин — белая длинная юбка, белая кофта без рукавов, тапум — накидка с орнаментом. Причёски украшали лентами и цветами, носили бусы и серьги.
С 1940 года часть тотонаков занята на нефтепромыслах.